# Tibetacris
Tibetacris is een geslacht van rechtvleugeligen uit de familie veldsprinkhanen (Acrididae). De wetenschappelijke naam van dit geslacht is voor het eerst geldig gepubliceerd in 1964 door Chen.

## Soorten
Het geslacht Tibetacris  is monotypisch en omvat slechts de volgende soort:
- Tibetacris changtunensis (Chen, 1964)